# Prosoplus decussatus
Prosoplus decussatus är en skalbaggsart som beskrevs av Stefan von Breuning 1957. Prosoplus decussatus ingår i släktet Prosoplus och familjen långhorningar. Inga underarter finns listade i Catalogue of Life.